# Лимбург (герцогство)

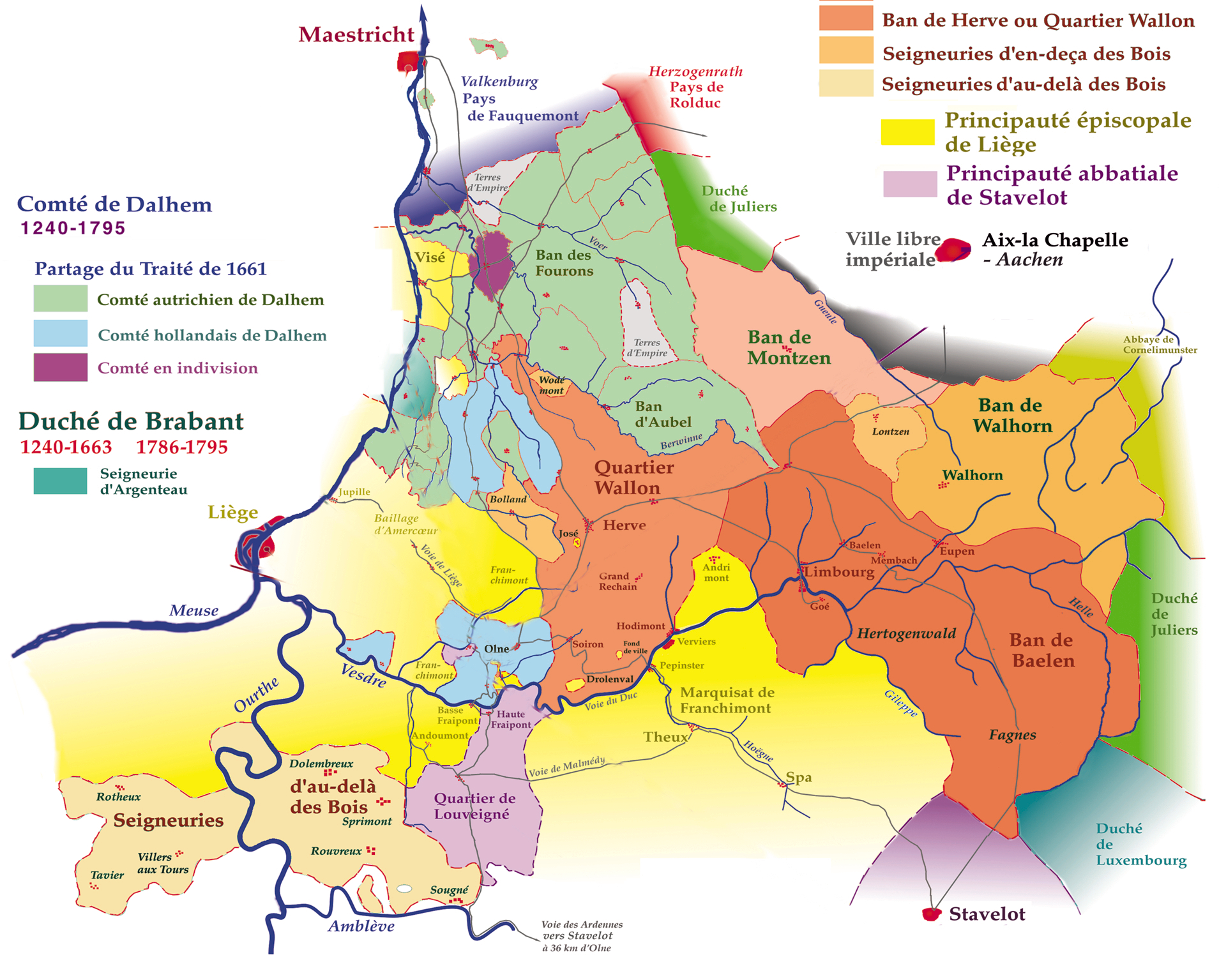
Герцогство Лимбург, с 1240 года по 1795 год.

Герцогство Лимбург (фр. Duché de Limbourg, нем. Herzogtum Limburg, нидерл. Hertogdom Limburg) — бывшее самостоятельное владение, граничившее с Юлихом, Люттихом и Люксембургом, государство (герцогство) в составе Священной Римской империи преобразованное из графства Лимбург в начале XI века. 
Государство располагалось между рекой Маас и городом Ахен. В настоящее время его территория разделена между бельгийскими провинциями Льеж и Лимбург (Вурен), и нидерландской провинцией Лимбург. Столицей герцогства был город Лимбург на реке Весдр (не путать с городом Лимбург-на-Лане в Гессене). Герцогство после 30-ти летней войны в Германо-римской империи по Вестфальскому миру было разделено между Голландией и австрийскими Нидерландами.

## История
Со второй половины XI столетия Лимбург образовал графство.
В начале XII века граф Лимбурга и граф Лувена вступили в борьбу за титул герцога Нижней Лотарингии. Граф Лимбургский эту борьбу проиграл, но сохранил герцогский титул, и таким образом графство Лимбург превратилось в герцогство Лимбург. Граф Лувенский стал герцогом Нижней Лотарингии и стал называть себя «герцогом Брабанта». С этого началось острое противостояние герцогов Лимбурга и Брабанта, длившееся до 1191 года.
Благодаря бракам герцоги Лимбурга стали также графами Люксембурга и графами Берга.
Последняя герцогиня Лимбургская, принадлежавшая к числу потомков Валерана I — Ирменгарда Лимбургская — скончалась бездетной в 1283 году. Разразилась война за Лимбургское наследство: её муж — Рено I — получил от императора Рудольфа I право сохранить герцогство за собой, но ее кузен Адольф оспорил это. Будучи не в состоянии отстоять свои права силой оружия, Адольф продал свои права на герцогство Лимбургское Яну I Брабантскому (либо, по одной из версий передал, за вознаграждение, так как Брабантский род имел прямые родственные связи, с Императорскими домами, в лице его бабушки Марии Швабской, отцом которой был Филипп Швабский, из рода Гогенштауфенов, а ее матерью была Ирина Ангелина, из рода Ангелов). В 1288 году Ян Брабантский (Иоанн I) одержал победу в битве при Воррингене (сражении при Воррингене) и присоединил Лимбург к герцогству Брабант. В XIII столетии дому Лимбургов принадлежало баронство Шаумбург (Schaumburg) в бывшем герцогстве Нассау. 
Однако даже внутри Брабанта с неформальной точки зрения Лимбург оставался отдельной политической единицей, будучи государством в составе Германо-римской империи. Поэтому термин «Герцогство Лимбургское» оставался в употреблении ещё долгое время, несмотря на то, что территория герцогства претерпевала изменения вслед за сложной судьбой Брабанта. Лимбург по мюнстерскому договору был разделён между Нидерландами и Испанией. Окончательно герцогство Лимбургское было ликвидировано агрессией Наполеона, который включил эти земли в состав французских департаментов Урт и Нижний Мёз. С 1794 года по 1814 год бельгийская (бывшая испанская) часть Лимбург образовала французские департаменты.